# Enhanced Chip Set
ECS (Enhanced Chip Set) ist ein gegenüber dem Vorgängermodell OCS verbesserter Chipsatz, der in den Computern Amiga 500 Plus, Amiga 600, Amiga 3000 sowie im CDTV verwendet wurde. Er ist als Sammelbegriff für das Zusammenspiel verschiedener Koprozessoren zu sehen.
Der ECS besteht aus 3 Komponenten:
- Big/Fat Agnus,
- Hires Denise und
- Paula.

Big Agnus und Hires Denise sind Weiterentwicklungen der ursprünglichen Chips Agnus und Denise.
Der Nachfolger des ECS-Chipsatzes für den Amiga war der AGA-Chipsatz.

## Big/FatAgnus
Der Name Agnus leitet sich aus dem Wort Adressgenerator ab. Der Chip arbeitet als Chip-RAM-Controller und erzeugt die notwendige Adressierung für die DMA-Kanäle. Außerdem enthält er die beiden Koprozessoren Blitter und Copper und erzeugt die verschiedenen Videosynchronisationssignale.
Im Vergleich zum OCS konnten diese Agnus-Versionen mehr Chip-RAM ansprechen, nämlich 1 bzw. 2 MB.

## HiresDenise
Der Name leitet sich aus den englischen Worten High Resolution Display-Encoder ab. Der Chip steuert die Grafikausgabe.
Im Vergleich zum OCS konnte diese Denise-Version einige höhere Auflösungen (Productivity Mode) darstellen, allerdings auf Kosten der Anzahl gleichzeitig darstellbarer Farben.

## Paula
Der Name Paula leitet sich aus den englischen Wörtern Peripheral und Audio ab.
Der Chip steuert die folgenden Aufgaben im Amiga:
- Ein- und Ausgabesteuerung für Diskettenlaufwerke
- Tonausgabe
- Abfrage der analogen Eingänge

Dieser Chip wurde im Vergleich zum OCS nicht verändert und sogar beim AGA-Chipsatz beibehalten.

## Unterstützung und Kompatibilitätsprobleme
Der ECS wurde ab dem AmigaOS 2.0 unterstützt.
Aufgrund der vielen Änderungen funktionierten einige Spiele nicht mehr richtig. Dazu kam noch, dass der Umstieg auf den neuen Chipsatz ohne große Vorankündigungen erfolgte, was zur Folge hatte, dass die Programmierer auf den Umstieg nicht vorbereitet waren und es folglich nur sehr wenig Software mit erweiterten Funktionen für den neuen Chipsatz gab.